# ビリーとバディ (2004年のテレビシリーズ)
ビリーとバディは、カナダの6分間のアニメーションテレビシリーズ。

## 概要
フランス語による台詞で6分間のエピソード104話で、ジャン・ロバのコミックストリップ"ブールとビル"を基に、2005年1月3日からTF1、Télétoon、Piwi+によりケベックで放送されている。
2005年6月4日からTQSで3D映像により放送され、10年の2015年にはLudoプログラムにより、フランス3Flで放送され、後にPiwi+でも放送された。